# Zeni Husmani
Zeni Husmani (in macedone Зени Хусмани?; Čegrane, 28 novembre 1990) è un calciatore macedone, centrocampista del Gostivar.

## Carriera

### Club
Il 13 luglio 2012 viene acquistato a titolo definitivo dalla squadra slovena del Domžale.

### Nazionale
Ha giocato nella nazionale macedone Under-21.

## Palmarès

### Club

#### Competizioni nazionali
- Coppa di Slovenia: 1

Domžale: 2016-2017
- Campionato macedone: 1

Škendija: 2018-2019